# Hans Trommer
Hans Trommer (* 18. Dezember 1904 in Zürich; † 28. Februar 1989 im Tessin) war ein Schweizer Filmregisseur.

## Leben
Hans Trommer studierte Musik und volontierte beim Theater, bevor er in Deutschland Filmregisseuren wie Richard Oswald und Joe May assistierte. Er inszenierte in den folgenden Jahren einige Kurzfilme, bevor er mit Romeo und Julia auf dem Dorfe nach der gleichnamigen Novelle von Gottfried Keller seinen ersten Spielfilm drehte, der als sein bedeutendstes Werk gilt. Danach war Trommer überwiegend als Dokumentarfilmer tätig und drehte erst 1958 einen weiteren Spielfilm.
«Die Bedeutung dieses Filmpoeten liegt in dem auch heute noch spürbaren Einfluss, den sein erster Spielfilm auf den neuen Schweizer Film, auf die logische Führung der Schauspieler im Dialektspiel sowie auf den Miteinbezug der Landschaft als dramatisches Spannungselement … ausübte.»

## Filmografie (Auswahl)
- 1941: Romeo und Julia auf dem Dorfe
- 1946: Lucerne and its International Music Festival
- 1955: Auge am Visier
- 1958: Eine Rheinfahrt, die ist lustig (Zum goldenen Ochsen)
- 1961: Zürcher Impressionen[2] (Buch: Kurt Guggenheim, Richard Schweizer, Hans Trommer)
- 1966 Cantilena Helvetica